# کمدی علمی تخیلی

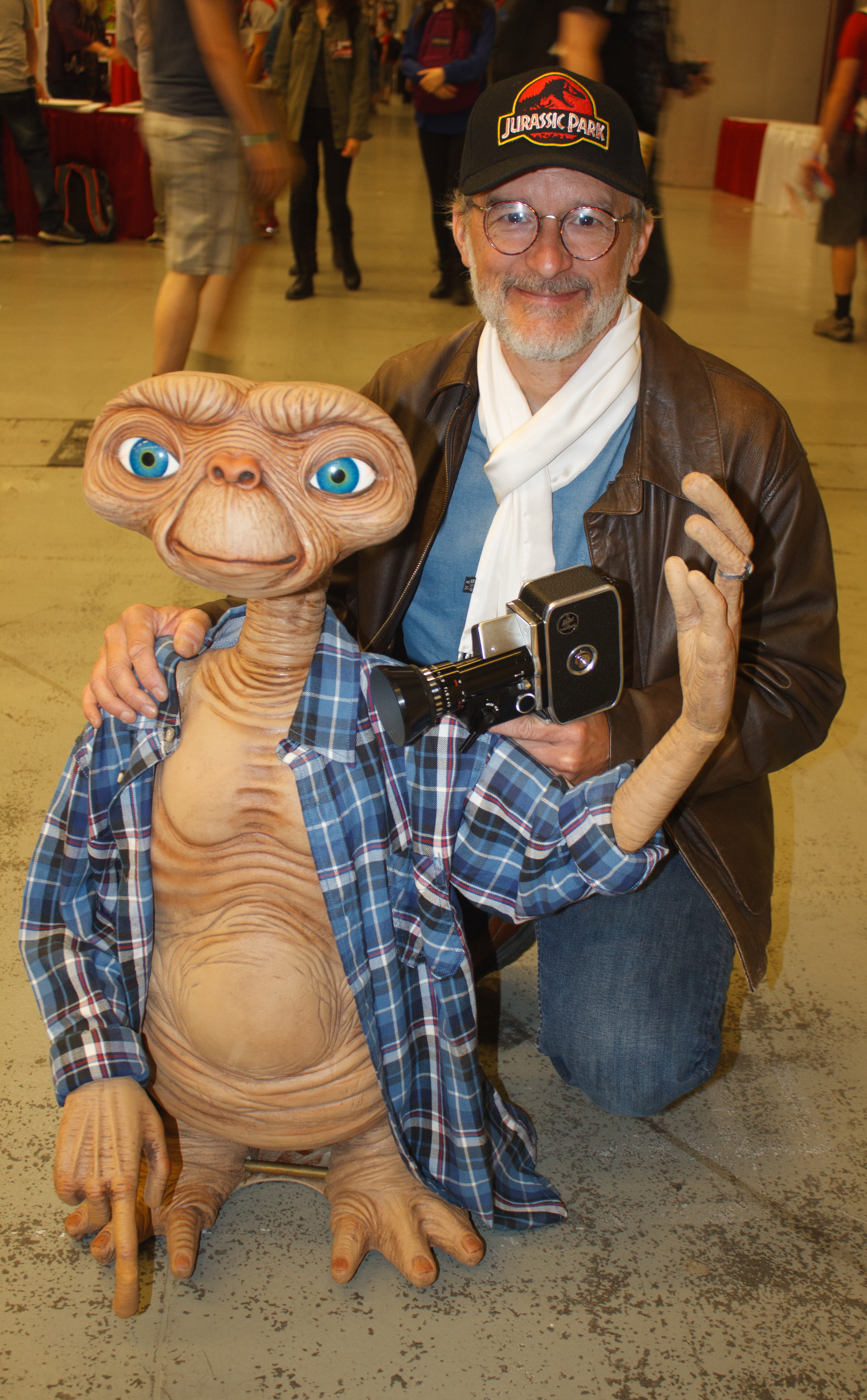
تصویری از یک موجود علمی تخیلی

کمدی علمی تخیلی (انگلیسی: Science fiction comedy) زیر ژانر علمی-تخیلی است که از قراردادهای ژانر علمی تخیلی برای جلوه کمدی سوء استفاده می‌کند. داستان‌های علمی تخیلی کمیک معمولاً قراردادهای علمی تخیلی استاندارد را به سخره می‌گیرند یا هجو می‌کنند، مانند حمله بیگانگان به زمین، سفر میان‌ستاره‌ای، یا فناوری آینده‌نگر. همچنین می‌تواند جامعه امروزی را طنز و انتقاد کند.
نمونه اولیه مجموعه پیت مانکس اثر هنری کاتنر و آرتور کی بارنز بود. این مجموعه که در اواخر دهه ۱۹۳۰ و اوایل دهه ۱۹۴۰ در داستان‌های شگفت‌انگیز هیجان‌انگیز منتشر شد، یک بارکر کارناوال در سفر در زمان را نشان می‌داد که از توانایی‌های کلاهبردار خود برای رهایی از مشکلات استفاده می‌کند. 
رمان سال ۱۹۸۱ اقشار (انگلیسی: Strata) اثر تری پرچت نیز نمونه ای از ژانر علمی تخیلی کمیک است.